# Mâconnais
Pour les articles homonymes, voir Mâconnais (homonymie).
Le Mâconnais est une région naturelle française située en Saône-et-Loire. Elle est assise sur une partie de la bordure orientale du Massif central et ses limites géographiques recoupent à peu près celles de l'arrondissement de Mâcon. Ses principales villes sont Mâcon, Cluny (petite capitale du Clunisois) et Tournus (petite capitale du Tournugeois). Ces trois villes enserrent le Haut-Mâconnais, micro région regroupant les villages viticoles situés autour de Lugny.
Le Mâconnais, réputé pour ses vins, a la viticulture pour principale activité économique. Son vignoble, qui s'étend de Tournus et du Tournugeois aux portes du Beaujolais en passant par le Haut-Mâconnais (villages viticoles voisins de Lugny et le Mâconnais à proprement parler), est le plus méridional et le plus vaste des vignobles de Bourgogne avec quelque six mille cinq cents hectares de vignes.
Le dialecte mâconnais est un dialecte de transition entre les parlers d'oïl et francoprovençaux, la ville de Tournus étant à la limite de ses deux parlers.

## Géographie
Le Mâconnais se compose de plusieurs zones géographiques bien différenciées globalement orientées nord-sud. La première est le val de Saône, étroite bande d'alluvions consacrée aux cultures et à la prairie où passent d'importantes voies de communication (la route nationale 6, l'autoroute A6, les voies ferrées du TGV et de la ligne Paris-Lyon-Méditerranée, la Saône canalisée) et où se trouvent des activités diversifiées.
La deuxième zone est celle des coteaux dont les pentes portent le fameux vignoble du Mâconnais, zone caractérisée par une succession de chaînons calcaires – les monts du Mâconnais – séparés par des vallées longitudinales.
En direction de l'ouest, ces monts du Mâconnais gagnent en altitude et une arête en partie cristalline porte les points culminants du Mâconnais, les sommets atteignant 487 mètres non loin de la roche d'Aujoux (à la hauteur de Tournus), 579 mètres au mont Saint-Romain, 758 au signal de la Mère Boitier et 771 mètres au mont Saint-Cyr ; cette zone est le domaine de l'élevage et la forêt.

## Histoire
Dans l'Antiquité, le Mâconnais est un pagus de la cité gallo-romaine de Matisco, l'actuelle Mâcon.
À l'époque carolingienne, le pagus devient un comté. Au XIe siècle le comte de Mâcon perd progressivement son pouvoir souverain dans l'étendue du pagus matisconensis.
Sans postérité, le dernier comte, Jean de Dreux et de Braine, et sa veuve, Alix, comtesse de Mâcon et de Vienne, vendent en 1239 le comté au roi de France, Saint Louis, qui l'incorpore au domaine royal (le titre de comte de Vienne restant aux oncles d'Alix) ; un bailli royal est aussitôt installé à Mâcon, Aumaury de Courcelles (dont le dernier successeur ne disparaîtra qu'en 1790).
Rendu au duché de Bourgogne en 1435 dans le cadre du traité d'Arras, le comté de Mâcon est définitivement annexé au royaume – avec l'ensemble de la Bourgogne – après 1477, année de la défaite et de la mort du duc Charles le Téméraire vaincu par Louis XI.
Jusqu'à la Révolution française, le Mâconnais, rattaché à la Bourgogne avec le statut de comté adjacent, disposait de ses propres États : les États particuliers du Mâconnais. Tandis que les États généraux de Bourgogne fixaient le don au roi, les États particuliers du Mâconnais, par convention, prenaient en charge un douzième de cette somme, le reste étant réparti sur l'ensemble de la province. D'autre part, en matière de gabelle, contrairement à l'ancien duché de Bourgogne, qui était un pays de grandes gabelles, le Mâconnais était un pays de petites gabelles.
Au début de la Révolution, le Mâconnais se caractérisa par un vaste mouvement de révolte populaire, pendant le phénomène dit « de la Grande Peur » (fin juillet 1789), notamment en Haut-Mâconnais (soulèvement ayant débuté à Igé et s'étant rapidement propagé entre Tournus, Cluny et Mâcon, donnant lieu, notamment, à l'incendie du château de Lugny et du château de Senozan).

## Habitat
Le Mâconnais, dans sa partie historiquement acquise à la culture de la vigne, se caractérise par un type d'habitations singulier : la maison vigneronne à galerie, dite plus simplement maison mâconnaise.
Cette maison consiste en une construction d'un seul tenant s'élevant en hauteur et regroupant toutes les activités sous un même toit. Elle s'élève sur trois niveaux, en utilisant généralement les dénivellations du terrain :
- caves semi-enterrées mais ouvrant au sud (côté protégé de la pluie) sur la cour de façon à permettre un accès facile pour le travail du vin ;
- pièce d'habitation et grange et écurie au premier niveau, avec – élément caractéristique – une terrasse protégée par un auvent reposant sur des piliers de bois ou de pierre ;
- troisième niveau consistant en un grenier couvrant toute la maison et auquel on accède par une échelle extérieure.

## Lieux du Mâconnais
- La roche de Solutré, grand site de France
- Abbaye Saint-Philibert de Tournus
- Abbaye de Cluny
- Chapelle des moines de Berzé-la-Ville
- Château de Pierreclos
- Château de Brancion et col de Brancion
- Château de Berzé
- Mâcon
- Arboretum de Pézanin
- Lab 71

## Personnages célèbres

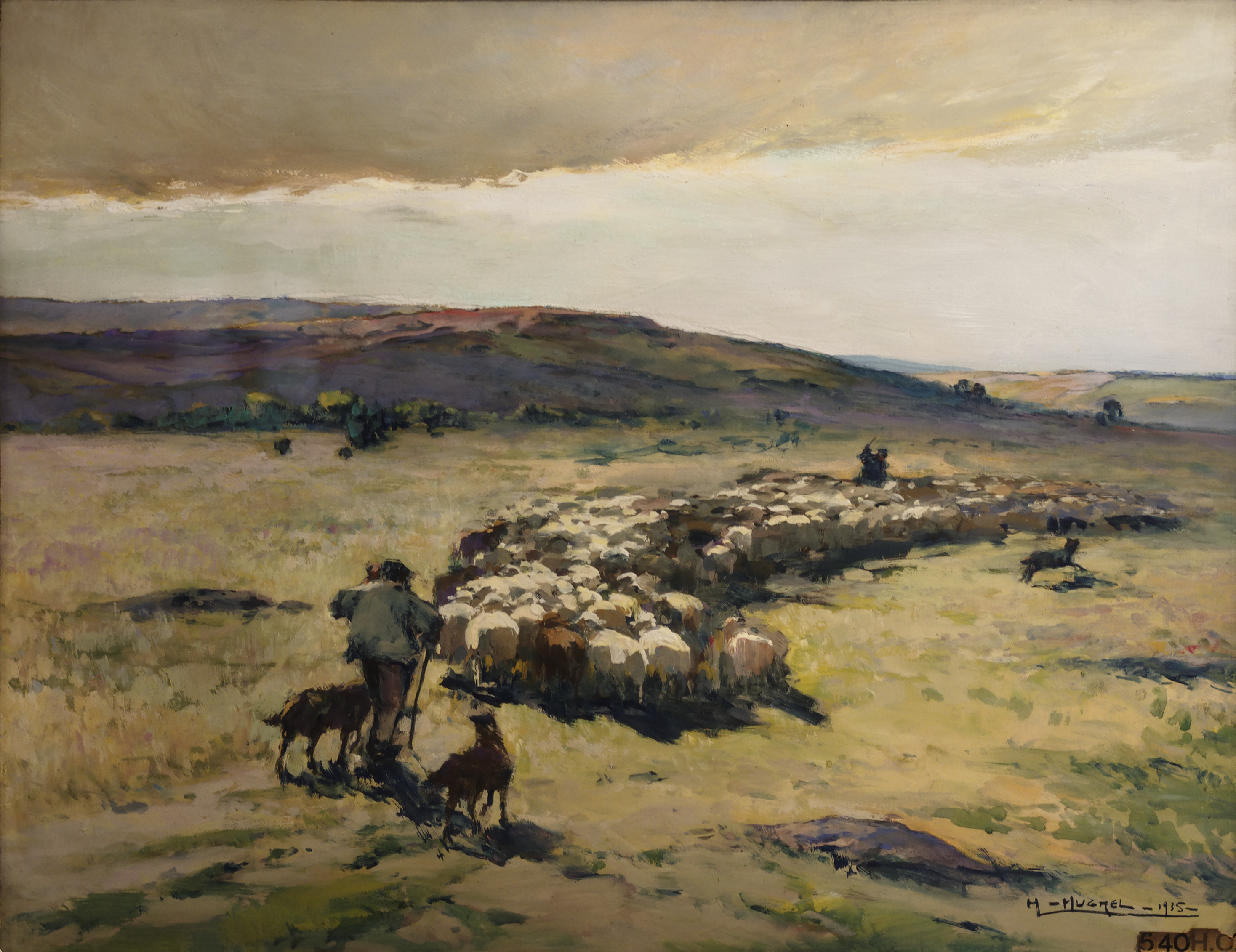
Le grand troupeau, Honoré Hugrel.

Le poète Alphonse de Lamartine, écrivain, historien et homme politique français né à Mâcon le 21 octobre 1790, fut inspiré par le Mâconnais.

## Film tourné dans le Mâconnais
- 1941 : Sur les chemins de Lamartine de Jean Tedesco ;
- 2015 : Premiers crus un film de Jérôme Le Maire avec Gérard Lanvin.

## Route des vins Mâconnais-Beaujolais
Le 8 juin 1986 a été officiellement inaugurée, avec défilé de chars, de voitures anciennes et création de « portes d’entrées », la Route des vins du Mâconnais-Beaujolais, circuit qui concernait (alors) une cinquantaine de communes et totalisait 580 kilomètres de route. Cette inauguration faisait suite à la création par Fernand Bucchianeri de Mâconnais Tourisme, structure créée officiellement le 19 janvier 1984 et ayant donné lieu à une réunion organisée quatre jours plus tard pour élire un bureau et les présidents de sept commissions.